# Lampada di Döbereiner

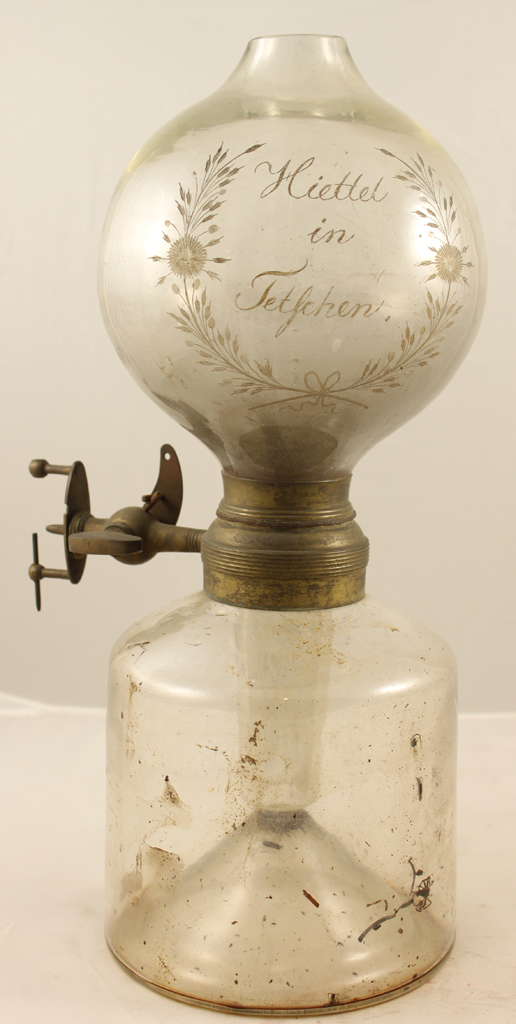
Lampada di Döbereiner

La lampada di Döbereiner è un accenditoio inventato nel 1823 dal chimico tedesco Johann Wolfgang Döbereiner e rimasto in uso fino all'inizio della prima guerra mondiale. La lampada è basata sul principio della lampada di Fürstenberger, inventata da Johannes Fürstenberg. Nel contenitore, lo zinco reagisce con l'acido solforico e produce idrogeno gassoso. Quando una valvola è aperta, un getto di idrogeno viene rilasciato generando una fiamma. L'accensione è catalizzata da un filamento di platino.
Alcuni esempi di questa lampada sono esposti al Deutsches Museum e in vecchie farmacie nel Castello di Heidelberg.